# 中共中央山东分局
中共中央山东分局，是中国共产党中央委员会在山东省的代表机关。曾两次组建。

## 第一次
根据中共中央政治局1938年11月决定，1938年12月中共苏鲁豫皖边区省委改为山东分局，隶属于中共中央北方局领导。书记郭洪涛，副书记黎玉，组织部长李林，宣传部长李竹如，青委书记钟效培，统战部部长郭子化/朱瑞兼/翟晋阶/谷牧、民运部部长霍士廉/李竹如。委员另有罗荣桓、郭子化、徐向前。
1939年4月27日至9月期间，山东分局扩大为苏鲁皖分局，以郭洪涛、朱瑞、徐向前、罗荣桓、陈光、黎玉、张经武、彭雪枫为委员，郭洪涛为书记。1939年6月恢复为山东分局。1939年10月，郭洪涛去延安参加中共第七届全国代表大会并参加西北历史问题座谈，朱瑞接任分局书记。1941年8月，中共中央书记处和中央军委决定，由山东分局统一领导山东党政军民各方面的工作，分局暂由朱瑞、罗荣桓、黎玉、陈光组成，朱瑞任书记（陈光负责财委会工作）。1943年8月，罗荣桓接任分局书记。
1945年8月25日陈毅在延安参加整风运动和中共七大后起程返华中。1945年9月19日与中共中央华中局合并为中共中央华东局。1945年9月26日陈毅行至冀鲁豫边区濮阳县时，突然接到毛泽东的电报：因到山东接替罗荣桓工作的林彪转去东北，令陈毅不要再返华中，应取捷径赴山东，接替罗荣桓在山东的工作。于是，陈毅偕宋时轮、傅秋涛东进山东。1945年9月下旬，饶漱石率华中局机关、新四军军部及第二师第四、第五旅，第四师第九旅，第七师等部共4万余人，由江苏省淮阴向山东进发。10月初，新四军先头部队第二师第四旅、第四师第九旅到达临沂。10月4日陈毅抵达山东军区机关所在地临沂。罗荣桓连续几天向陈毅详细介绍了山东的形势、周围的敌情、自己的看法和今后意见；介绍了留在山东的各部队军事政治素质和战斗力；介绍了干部配备情况，某些将领的脾气秉性；共同讨论了山东分局与华中局合组为华东局、新四军军部和山东军区领导机关合并后的干部配备、党政军工作的重点，讨论了阻击徐州国军北上的作战方案。1945年10月20日，中共中央任命陈毅兼山东军区司令员、山东分局副书记，黎玉代理山东分局书记。1945年10月28日，饶漱石抵达临沂，华中局与山东分局留下的一部分机关合并为中共华东中央局。华东局机关驻在临沂城西门里路南原德国医院的旧房子里（现临沂市电影发行公司）。1945年11月13日，中共中央决定饶漱石任华东局书记（饶到山东不久即去北平参加军调部工作，后又赴东北军调，直到1947年初才返回山东），陈毅、黎玉任副书记，饶漱石、陈毅、黎玉、张云逸、舒同组成华东局常委会，统一领导山东、华中两大战略区的党政军工作。1945年11月26日，中共中央批准增补郭子化、李林为华东局委员。华东局成立后，原隶属于山东分局的鲁中、鲁南、滨海、渤海、胶东5个区党委，直接由华东局领导。
山东分局旧址位于山东省沂水县夏蔚镇王庄村，属省级文物保护单位。山东分局委员陆续增补张经武、陈光等。

## 第二次
1949年2月，华东局向中央建议设立山东分局。2月底，中共中央批准成立山东分局。3月1日，华东局发出《关于中共中央山东分局正式成立的通知》。中央于3月21日批准山东分局组成人员名单。1955年1月1日中共中央山东分局改称中共山东省委。
- 书记：康生
- 副书记：傅秋涛(第一，代理) 向明(第二，代理)
- 组织部 向明（兼）
- 宣传部 彭康
- 社会部 李士英兼山东省公安厅厅长，副部长郑文卿兼山东省公安厅副厅长、季明
- 妇委会 李坚贞
- 农委会 贺致平
- 青委会 刘导生
- 秘书长 刘贯一
- 山东分局委员：康生、张云逸、傅秋涛、向明、郭子化、许世友、彭康、李林、袁也烈。后陆续增补：张晔、赖可可、高克亭、任质斌、王卓如、彭嘉庆、李士英、王路宾、晁哲甫、王近山、张辑五、夏征农